# Sarco Suicide pod
Sarco Suicide Pod (у смисловому перекладі - капсула для самогубства Сарко), також відомий як «Pegasos», одиночна газова камера, призначена для евтаназії людини. Представлена як гуманний спосіб відходу з життя за допомогою удушення азотом. Спроектована інженером з Голландії Олександром Баннінком на замовлення австралійського політичного діяча, прихильника, пропагандиста і практика евтаназії, лідера громадської організаці Філіпа Ничке .

## Конструкція виробу
Як і будь-яка газова камера має саму робочу камеру, в яку лягає людина. Далі герметично закрита капсула заповнюється азотом .
Азот, будучи досить інертним у вільному стані, запобігає паніці, відчуттю задухи і страждання перед втратою свідомості, відомі як гіперкапнічна реакція на тривогу, що викликається високою концентрацією вуглекислого газу в крові. За заявою творців смерть настає протягом хвилини .
Доступ до Sarco буде контролюватися за допомогою онлайн-тесту для оцінки розумової придатності кандидата. Якщо кандидат проходить тест, він отримує код доступу до пристрою Sarco, який діє 24 години.
Користувачі Sarco можуть вибрати затемнену або прозору капсулу. Прозору капсулу можна транспортувати в місце, яке вмираючий бажає бачити перед смертю. Ничке вважає, що "місце смерті, безумовно, є важливим фактором».
Ничке розробив Sarco спільно з голландським інженером-конструктором  Олександром Баннінком.
Sarco друкується на 3D-принтері секціями розміром 1000х500х500 мм. Програмне забезпечення для проектування дозволяє виготовляти пристрої за габаритами клієнта. За словами Ничке, дизайн покликаний нагадувати космічний корабель, щоб дати користувачам відчуття, що вони подорожують в інший світ.
Ничке планував опублікувати креслення пристрою з відкритим вихідним кодом для Sarco до 2019 року, однак виготовлення подібних виробів законодавчо заборонено в багатьох країнах світу, включаючи Україну .
У грудні 2021 року Sarco отримала дозвіл на використання в Швейцарії.

## Громадська реакція
Противники евтаназії визнали що це виріб є крім того що аморальним, ще й володіє привабливим зовнішнім виглядом, що може популяризувати суїцид і викликати хвилю самогубств. В соцмережах можна зустріти безліч самих різних коментарів на тему цього виробу, проте більшість з них носить гумористичний характер.

## Дивіться також
- Газова камера
- Способи самогубства
- Евтаназія